# 薩多韋 (索菲伊夫卡區)
47°54′57″N 33°59′55″E / 47.91583°N 33.99861°E
薩多韋（烏克蘭語：Садове），是烏克蘭中部的村莊，隸屬第聶伯羅彼得羅夫斯克州的克里維里赫區。該村處於巴扎夫盧克河右岸，分別距離巴扎夫盧喬克1.5公里和烏克蘭卡3.5公里，海拔高度104米，2001年人口52。